# Anthrax peruvianus
Anthrax peruvianus är en tvåvingeart som beskrevs av Marston 1970. Anthrax peruvianus ingår i släktet Anthrax och familjen svävflugor. Inga underarter finns listade i Catalogue of Life.